# Kenyentulus dolichadeni
Kenyentulus dolichadeni är en urinsektsart som beskrevs av Yin 1987. Kenyentulus dolichadeni ingår i släktet Kenyentulus och familjen lönntrevfotingar. Inga underarter finns listade i Catalogue of Life.